# Niewachlów II

Dzielnice i osiedla Kielc, Niewachlów II ma na mapie nr 1

Niewachlów II – część Kielc. To, podobnie jak Niewachlów I, przyłączona do Kielc miejscowość, która należała do gminy Miedziana Góra. Z Niewachlowem I łączy się przez ulicę Miedzianą. Niewachlów II składa się głównie z ulicy Zbigniewa Kruszelnickiego „Wilka”, dominują domy jednorodzinne.